# Emelinus huachucanus
Emelinus huachucanus är en skalbaggsart som beskrevs av Werner 1956. Emelinus huachucanus ingår i släktet Emelinus och familjen ögonbaggar. Inga underarter finns listade i Catalogue of Life.